# مجحم (اسم)
مجحم هو اسم علم مذكر من أصل عربي، ومعناه هو موقد النار والحر، والشديد في المعارك.

## وصلات خارجية
- موسوعة السلطان قابوس لأسماء العرب